# Пінчук Юрій Сергійович
Ю́рій Сергі́йович Пінчу́к (27 грудня 1992 — 21 березня 2024) — український військовослужбовець, учасник російсько-української війни.

## Життєпис
Народився 27 грудня 1992 в селі Неграші, Київської області. Батьки Любов і Сергій Пінчуки виховали п'ятьох дітей.
Після проходження строкової служби, з 2015 року брав участь у АТО в складі 53 ОМБр.
Після повномасштабного вторгнення захищав Україну у складі 72 ОМБр.
Загинув під Константинопольським Донецької області, захищаючи пораненого побратима.
Без Юрія лишились дружина і донька 2021 р.н.

## Нагороди
- Орден «За мужність» III ступеня[1].
- Орден «За мужність» II ступеня [2].